# Terminalia katikii
Terminalia katikii är en tvåhjärtbladig växtart som beskrevs av Mark James Coode. Terminalia katikii ingår i släktet Terminalia och familjen Combretaceae. Inga underarter finns listade i Catalogue of Life.